# Knackatjärnarna
Knackatjärnarna är en sjö i Bjurholms kommun i Ångermanland och ingår i Öreälvens huvudavrinningsområde. Knackatjärnarna ligger i Öreälven Natura 2000-område.